# Natação nos Jogos Olímpicos de Verão da Juventude de 2010 - 50 m livre masculino
As provas dos 50 metros livre masculino da natação nos Jogos Olímpicos de Verão da Juventude de 2010 foram realizadas nos dias 17 e 18 de agosto, na Escola dos Desportos, em Cingapura. 53 nadadores estavam inscritos neste evento.

## Medalhistas
| Ouro   | UKR Andrii Govorov |
| Prata  | AUS Kenneth To     |
| Bronze | ESP Aitor Martínez |

## Eliminatórias

### Eliminatória 1
| Pos. | Raia | Nome                  | País          | Tempo | Notas |
| ---- | ---- | --------------------- | ------------- | ----- | ----- |
| 1    | 4    | Cristian Quintero     | VEN Venezuela | 23.41 | Q     |
| 2    | 5    | Richard Francis Regis | GRN Granada   | 27.39 |       |
| 3    | 6    | Ndjemen Touka         | CMR Camarões  | 37.53 |       |
| 4    | 2    | Sima Weah             | LBR Libéria   | 46.18 |       |
| 5    | 3    | Mika-Jah Teah         | LBR Libéria   | 49.47 |       |

### Eliminatória 2
| Pos. | Raia | Nome                  | País               | Tempo | Notas      |
| ---- | ---- | --------------------- | ------------------ | ----- | ---------- |
| 1    | 1    | Armando Moss          | BAH Bahamas        | 24.86 |            |
| 2    | 5    | Aaron Brown           | COK Ilhas Cook     | 26.70 |            |
| 3    | 3    | Ulziibadrakh Gantulga | MGL Mongólia       | 26.82 |            |
| 4    | 6    | Giordan Harris        | MHL Ilhas Marshall | 28.43 |            |
| 5    | 8    | Abdourahman Osman     | DJI Djibuti        | 28.89 |            |
| 6    | 2    | Adam Kitururu         | TAN Tanzânia       | 29.91 |            |
| 7    | 4    | Yao Amegbeto          | TOG Togo           | 40.50 |            |
| -    | 7    | François Mallack      | SEN Senegal        |       | Não largou |

### Eliminatória 3
| Pos. | Raia | Nome                      | País                                | Tempo | Notas           |
| ---- | ---- | ------------------------- | ----------------------------------- | ----- | --------------- |
| 1    | 8    | Mahfizur Rahman           | BAN Bangladesh                      | 25.12 |                 |
| 2    | 4    | Fouad Al Atrash           | PLE Palestina                       | 26.26 |                 |
| 3    | 5    | Daniel Lee                | BOT Botsuana                        | 26.89 |                 |
| 4    | 3    | Dionisio Augustine        | FSM Estados Federados da Micronésia | 27.32 |                 |
| 5    | 6    | Robel Hapte               | ETH Etiópia                         | 28.44 |                 |
| 6    | 2    | Kareem Sandoval Valentine | ANT Antígua e Barbuda               | 29.42 |                 |
| 7    | 1    | Odam Lim                  | CAM Camboja                         | 29.44 |                 |
| –    | 7    | Izudhaadh Ahmed           | MDV Maldivas                        |       | Desclassificado |

### Eliminatória 4
| Pos. | Raia | Nome                   | País            | Tempo | Notas |
| ---- | ---- | ---------------------- | --------------- | ----- | ----- |
| 1    | 5    | Julien Brice           | LCA Santa Lúcia | 24.85 |       |
| 2    | 7    | Adrian Todd            | BOT Botsuana    | 25.08 |       |
| 3    | 3    | Brian Forte            | JAM Jamaica     | 25.10 |       |
| 4    | 4    | Abbas Raad             | LIB Líbano      | 25.26 |       |
| 5    | 8    | David Buruchara        | KEN Quênia      | 25.75 |       |
| 6    | 1    | Sergey Pevnev          | ARM Armênia     | 25.83 |       |
| 7    | 2    | Ahmed Salam Al-Dulaimi | IRQ Iraque      | 26.09 |       |
| 8    | 6    | Abdul Allolan          | QAT Catar       | 26.45 |       |

### Eliminatória 5
| Pos. | Raia | Nome               | País          | Tempo | Notas      |
| ---- | ---- | ------------------ | ------------- | ----- | ---------- |
| 1    | 4    | Aitor Martínez     | ESP Espanha   | 23.13 | Q          |
| 2    | 3    | Ivan Levaj         | CRO Croácia   | 23.34 | Q          |
| 3    | 1    | Oussama Sahnoune   | ALG Argélia   | 23.90 | Q          |
| 4    | 6    | Roberto Strelkov   | ARG Argentina | 23.90 | Q          |
| 5    | 2    | Mans Hjelm         | SWE Suécia    | 24.01 |            |
| 6    | 7    | Arren Xin Hui Quek | SIN Singapura | 24.03 |            |
| 7    | 8    | Ahmadreza Jalali   | IRI Irã       | 24.43 |            |
| –    | 5    | Tomasso Romani     | ITA Itália    |       | Não largou |

### Eliminatória 6
| Pos. | Raia | Nome              | País                      | Tempo | Notas |
| ---- | ---- | ----------------- | ------------------------- | ----- | ----- |
| 1    | 4    | Andrii Govorov    | UKR Ucrânia               | 22.62 | Q     |
| 2    | 5    | Lum Ching Tat     | HKG Hong Kong             | 23.30 | Q     |
| 3    | 1    | Erich Peske       | USA Estados Unidos        | 23.52 | Q     |
| 4    | 3    | Marius Radu       | ROM Romênia               | 23.53 | Q     |
| 5    | 7    | Pāvels Gribovskis | LAT Letônia               | 23.77 | Q     |
| 6    | 6    | Cadell Lyons      | TRI Trinidad e Tobago     | 23.78 | Q     |
| 7    | 8    | Perry Lindo       | AHO Antilhas Neerlandesas | 24.22 |       |
| 8    | 2    | Victor Rodrigues  | BRA Brasil                | 24.27 |       |

### Eliminatória 7
| Pos. | Raia | Nome                 | País           | Tempo | Notas |
| ---- | ---- | -------------------- | -------------- | ----- | ----- |
| 1    | 6    | Kenneth To           | AUS Austrália  | 22.94 | Q     |
| 2    | 5    | Pjotr Degtjarjov     | EST Estônia    | 23.53 | Q     |
| 3    | 4    | He Jianbin           | CHN China      | 23.62 | Q     |
| 4    | 2    | Kevin Leithold       | GER Alemanha   | 23.67 | Q     |
| 5    | 8    | Yong Lim             | SIN Singapura  | 23.86 | Q     |
| 6    | 3    | Raphael Stacchiotti  | LUX Luxemburgo | 23.98 |       |
| 7    | 7    | Juan Manuel Arbeláez | COL Colômbia   | 24.12 |       |
| 8    | 1    | Omiros Zagkas        | CYP Chipre     | 24.70 |       |

## Semifinais

### Semifinal 1
| Pos. | Raia | Nome              | País          | Tempo | Notas |
| ---- | ---- | ----------------- | ------------- | ----- | ----- |
| 1    | 4    | Kenneth To        | AUS Austrália | 22.70 | Q     |
| 2    | 2    | He Jianbin        | CHN China     | 23.09 | Q     |
| 3    | 5    | Lum Ching Tat     | HKG Hong Kong | 23.14 | Q     |
| 4    | 3    | Cristian Quintero | VEN Venezuela | 23.25 | Q     |
| 5    | 6    | Marius Radu       | ROM Romênia   | 23.50 |       |
| 6    | 7    | Pāvels Gribovskis | LAT Letônia   | 23.66 |       |
| 7    | 1    | Yong Lim          | SIN Singapura | 23.87 |       |
| 8    | 8    | Oussama Sahnoune  | ALG Argélia   | 23.95 |       |

### Semifinal 2
| Pos. | Raia | Nome             | País                  | Tempo | Notas |
| ---- | ---- | ---------------- | --------------------- | ----- | ----- |
| 1    | 4    | Andrii Govorov   | UKR Ucrânia           | 22.27 | Q     |
| 2    | 5    | Aitor Martínez   | ESP Espanha           | 22.92 | Q     |
| 3    | 3    | Ivan Levaj       | CRO Croácia           | 23.09 | Q     |
| 4    | 7    | Kevin Leithold   | GER Alemanha          | 23.35 | Q     |
| 5    | 2    | Pjotr Degtjarjov | EST Estônia           | 23.37 |       |
| 6    | 6    | Erich Peske      | USA Estados Unidos    | 23.56 |       |
| 7    | 8    | Roberto Strelkov | ARG Argentina         | 23.68 |       |
| 8    | 1    | Cadell Lyons     | TRI Trinidad e Tobago | 24.01 |       |

## Final
| Pos.              | Raia | Nome              | País          | Tempo | Notas |
| ----------------- | ---- | ----------------- | ------------- | ----- | ----- |
| Medalha de ouro   | 4    | Andrii Govorov    | UKR Ucrânia   | 22.35 |       |
| Medalha de prata  | 5    | Kenneth To        | AUS Austrália | 22.82 |       |
| Medalha de bronze | 3    | Aitor Martínez    | ESP Espanha   | 22.83 |       |
| 4                 | 6    | He Jianbin        | CHN China     | 23.01 |       |
| 5                 | 2    | Ivan Levaj        | CRO Croácia   | 23.11 |       |
| 5                 | 7    | Lum Ching Tat     | HKG Hong Kong | 23.11 |       |
| 7                 | 8    | Kevin Leithold    | GER Alemanha  | 23.42 |       |
| 8                 | 1    | Cristian Quintero | VEN Venezuela | 23.70 |       |